# Алп
Алп (кат. Alp, вимова літературною каталанською [ałp]) — муніципалітет, розташований в Автономній області Каталонія, в Іспанії. Код муніципалітету за номенклатурою Інституту статистики Каталонії — 170062. Знаходиться у районі (кумарці) Башя-Сарданья (коди району — 15 та CD) провінції Жирона, згідно з новою адміністративною реформою перебуватиме у складі баґарії (округи) Ал-Пірінеу і Баль-д'Аран.

## Назва муніципалітету
Назва муніципалітету походить від лат. Alpis, що походить від кельтського слова, яке означало «високі гори» (етимологічно пов'язано з назвою гірського масиву Альп).

## Населення
Населення міста (у 2007 р.) становить 1.686 осіб (з них менше 14 років — 13,6%, від 15 до 64 — 76,2%, понад 65 років — 10,1%). У 2006 р. народжуваність склала 16 осіб, смертність — 5 осіб, зареєстровано 5 шлюбів. У 2001 р. активне населення становило 669 осіб, з них безробітних — 43 особи.
Серед осіб, які проживали на території міста у 2001 р., 986 народилися в Каталонії (з них 422 особи у тому самому районі, або кумарці), 184 особи приїхали з інших областей Іспанії, а 49 осіб приїхало з-за кордону. 
Вищу освіту має 20,0% усього населення. 
У 2001 р. нараховувалося 500 домогосподарств (з них 37,0% складалися з однієї особи, 20,2% з двох осіб,18,4% з 3 осіб, 15,6% з 4 осіб, 5,8% з 5 осіб, 1,8% з 6 осіб, 1,0% з 7 осіб, 0,0% з 8 осіб і 0,2% з 9 і більше осіб).
Активне населення міста у 2001 р. працювало у таких сферах діяльності : у сільському господарстві — 2,2%, у промисловості — 8,3%, на будівництві — 18,7% і у сфері обслуговування — 70,8%. 
У муніципалітеті або у власному районі (кумарці) працює 566 осіб, поза районом — 338 осіб.

### Безробіття
У 2007 р. нараховувалося 15 безробітних (у 2006 р. — 12 безробітних), з них чоловіки становили 60,0%, а жінки — 40,0%.

## Економіка

### Підприємства міста

#### Промислові підприємства
| \| Промислові підприємства міста, за сферою діяльності \| Промислові підприємства міста, за сферою діяльності \| Промислові підприємства міста, за сферою діяльності \| \| Рік \| 2002 р. \| 2001 р. \| \| --------------------------------------------------- \| --------------------------------------------------- \| --------------------------------------------------- \| \| Енергетичні та водні ресурси \| 0,0% \| 0,0% \| \| Хімія та метали \| 0,0% \| 0,0% \| \| Переробка металів \| 0,0% \| 0,0% \| \| Продукти харчування \| 14,3% \| 14,3% \| \| Текстиль \| 0,0% \| 0,0% \| \| Виробництво меблів, видання \| 85,7% \| 85,7% \| \| Інше \| 0,0% \| 0,0% \| \| Усього підприємств \| 7 \| 7 \| |         |         |
| Промислові підприємства міста, за сферою діяльності |         |         |
| Рік | 2002 р. | 2001 р. |
| Енергетичні та водні ресурси | 0,0%    | 0,0%    |
| Хімія та метали | 0,0%    | 0,0%    |
| Переробка металів | 0,0%    | 0,0%    |
| Продукти харчування | 14,3%   | 14,3%   |
| Текстиль | 0,0%    | 0,0%    |
| Виробництво меблів, видання | 85,7%   | 85,7%   |
| Інше | 0,0%    | 0,0%    |
| Усього підприємств | 7       | 7       |

#### Роздрібна торгівля
| \| Підприємства роздрібної торгівлі міста, за сферою діяльності \| Підприємства роздрібної торгівлі міста, за сферою діяльності \| Підприємства роздрібної торгівлі міста, за сферою діяльності \| \| Рік \| 2002 р. \| 2001 р. \| \| ------------------------------------------------------------ \| ------------------------------------------------------------ \| ------------------------------------------------------------ \| \| Продукти харчування \| 45,2% \| 46,7% \| \| Одяг та взуття \| 3,2% \| 0,0% \| \| Товари для дому \| 19,4% \| 16,7% \| \| Книги та періодичні видання \| 3,2% \| 3,3% \| \| Промислова хімічна продукція \| 16,1% \| 16,7% \| \| Продукція, пов'язана з транспортними засобами \| 3,2% \| 3,3% \| \| Інше \| 9,7% \| 13,3% \| \| Усього підприємств \| 31 \| 30 \| |         |         |
| Підприємства роздрібної торгівлі міста, за сферою діяльності |         |         |
| Рік | 2002 р. | 2001 р. |
| Продукти харчування | 45,2%   | 46,7%   |
| Одяг та взуття | 3,2%    | 0,0%    |
| Товари для дому | 19,4%   | 16,7%   |
| Книги та періодичні видання | 3,2%    | 3,3%    |
| Промислова хімічна продукція | 16,1%   | 16,7%   |
| Продукція, пов'язана з транспортними засобами | 3,2%    | 3,3%    |
| Інше | 9,7%    | 13,3%   |
| Усього підприємств | 31      | 30      |

#### Сфера послуг
| \| Підприємства міста, що працюють у сфері послуг, за діяльністю \| Підприємства міста, що працюють у сфері послуг, за діяльністю \| Підприємства міста, що працюють у сфері послуг, за діяльністю \| \| Рік \| 2002 р. \| 2001 р. \| \| ------------------------------------------------------------- \| ------------------------------------------------------------- \| ------------------------------------------------------------- \| \| Гуртова торгівля \| 2,4% \| 2,0% \| \| Готелі та готельний бізнес \| 41,2% \| 45,1% \| \| Транспорт та зв'язок \| 4,8% \| 3,9% \| \| Посередницькі фінансові послуги \| 3,0% \| 3,3% \| \| Послуги підприємствам \| 0,6% \| 0,7% \| \| Послуги фізичним особам \| 21,2% \| 22,9% \| \| Нерухомість та ін. \| 26,7% \| 22,2% \| \| Усього підприємств \| 165 \| 153 \| |         |         |
| Підприємства міста, що працюють у сфері послуг, за діяльністю |         |         |
| Рік | 2002 р. | 2001 р. |
| Гуртова торгівля | 2,4%    | 2,0%    |
| Готелі та готельний бізнес | 41,2%   | 45,1%   |
| Транспорт та зв'язок | 4,8%    | 3,9%    |
| Посередницькі фінансові послуги | 3,0%    | 3,3%    |
| Послуги підприємствам | 0,6%    | 0,7%    |
| Послуги фізичним особам | 21,2%   | 22,9%   |
| Нерухомість та ін. | 26,7%   | 22,2%   |
| Усього підприємств | 165     | 153     |

## Житловий фонд
У 2001 р. 9,2% усіх родин (домогосподарств) мали житло метражем до 59 м2, 32,4% — від 60 до 89 м2, 38,6% — від 90 до 119 м2 і
19,8% — понад 120 м2.
З усіх будівель у 2001 р. 12,0% було одноповерховими, 52,9% — двоповерховими, 24,3
% — триповерховими, 7,6% — чотириповерховими, 2,5% — п'ятиповерховими, 0,3% — шестиповерховими,
0,3% — семиповерховими, 0,1% — з вісьмома та більше поверхами.

## Автопарк
| \| Автомобілі, зареєстровані у місті, за призначенням \| Автомобілі, зареєстровані у місті, за призначенням \| Автомобілі, зареєстровані у місті, за призначенням \| \| Рік \| 2006 р. \| 2005 р. \| \| -------------------------------------------------- \| -------------------------------------------------- \| -------------------------------------------------- \| \| Приватні автомобілі \| 53,5% \| 54,0% \| \| Мотоцикли \| 13,1% \| 12,5% \| \| Вантажівки \| 27,0% \| 27,1% \| \| Трактори \| 0,1% \| 0,1% \| \| Автобуси та ін. \| 6,3% \| 6,3% \| \| Усього автомобілів \| 1.42 шт. \| 1.349 шт. \| |          |           |
| Автомобілі, зареєстровані у місті, за призначенням |          |           |
| Рік | 2006 р.  | 2005 р.   |
| Приватні автомобілі | 53,5%    | 54,0%     |
| Мотоцикли | 13,1%    | 12,5%     |
| Вантажівки | 27,0%    | 27,1%     |
| Трактори | 0,1%     | 0,1%      |
| Автобуси та ін. | 6,3%     | 6,3%      |
| Усього автомобілів | 1.42 шт. | 1.349 шт. |

## Вживання каталанської мови
У 2001 р. каталанську мову у місті розуміли 98,4% усього населення (у 1996 р. — 99,6%), вміли говорити нею 91,1% (у 1996 р. — 
94,8%), вміли читати 88,1% (у 1996 р. — 93,2%), вміли писати 71,2
% (у 1996 р. — 70,7%). Не розуміли каталанської мови 1,6%.

## Політичні уподобання
У виборах до Парламенту Каталонії у 2006 р. взяло участь 593 особи (у 2003 р. — 620 осіб). Голоси за політичні сили розподілилися таким чином:
| \| Вибори до Парламенту Каталонії \| Вибори до Парламенту Каталонії \| Вибори до Парламенту Каталонії \| \| Рік \| 2006 р. \| 2003 р. \| \| -------------------------------------- \| ------------------------------ \| ------------------------------ \| \| Конвергенція та Єднання (CiU) \| 43,5% \| 36,9% \| \| Соціалістична партія Каталонії (PSC) \| 15,9% \| 18,5% \| \| Народна партія (PP) \| 5,1% \| 8,7% \| \| Ініціатива за Каталонію — Зелені (ICV) \| 6,1% \| 3,5% \| \| Республіканська лівиця Каталонії (ERC) \| 25,8% \| 29,8% \| \| Громадяни — Громадянська партія (C's) \| 1,0% \| 0,0% \| \| Інші \| 2,7% \| 2,4% \| |         |         |
| Вибори до Парламенту Каталонії |         |         |
| Рік | 2006 р. | 2003 р. |
| Конвергенція та Єднання (CiU) | 43,5%   | 36,9%   |
| Соціалістична партія Каталонії (PSC) | 15,9%   | 18,5%   |
| Народна партія (PP) | 5,1%    | 8,7%    |
| Ініціатива за Каталонію — Зелені (ICV) | 6,1%    | 3,5%    |
| Республіканська лівиця Каталонії (ERC) | 25,8%   | 29,8%   |
| Громадяни — Громадянська партія (C's) | 1,0%    | 0,0%    |
| Інші | 2,7%    | 2,4%    |

У муніципальних виборах у 2007 р. взяло участь 774 особи (у 2003 р. — 740 осіб). Голоси за політичні сили розподілилися таким чином:
| \| Муніципальні вибори \| Муніципальні вибори \| Муніципальні вибори \| \| Рік \| 2007 р. \| 2003 р. \| \| -------------------------------------- \| ------------------- \| ------------------- \| \| Конвергенція та Єднання (CiU) \| 37,3% \| 25,8% \| \| Соціалістична партія Каталонії (PSC) \| 20,7% \| 11,2% \| \| Народна партія (PP) \| 1,2% \| 0,0% \| \| Ініціатива за Каталонію — Зелені (ICV) \| 0,0% \| 0,0% \| \| Республіканська лівиця Каталонії (ERC) \| 16,0% \| 27,6% \| \| Громадяни — Громадянська партія (C's) \| 0% \| 0% \| \| Інші \| 24,8% \| 35,4% \| |         |         |
| Муніципальні вибори |         |         |
| Рік | 2007 р. | 2003 р. |
| Конвергенція та Єднання (CiU) | 37,3%   | 25,8%   |
| Соціалістична партія Каталонії (PSC) | 20,7%   | 11,2%   |
| Народна партія (PP) | 1,2%    | 0,0%    |
| Ініціатива за Каталонію — Зелені (ICV) | 0,0%    | 0,0%    |
| Республіканська лівиця Каталонії (ERC) | 16,0%   | 27,6%   |
| Громадяни — Громадянська партія (C's) | 0%      | 0%      |
| Інші | 24,8%   | 35,4%   |